# كارولين هينز
كارولين هينز (بالإنجليزية: Carolyn Haines)‏ (12 مايو 1953، لوسيديل في الولايات المتحدة)؛ صحفية، كاتِبة وروائية أمريكية. درست في جامعة جنوب ألاباما.